# Vanoni (album)
Vanoni è il ventunesimo album in studio della cantante italiana Ornella Vanoni, pubblicato nel 1978.

## Il disco
Il sound moderno ed elegante di "VANONI" si avvale di autori come Corrado Castellari, Giovanni Ullu e Mauro Culotta. In vari momenti l'album richiama il mood del precedente lavoro con i New Trolls, spaziando tra pop-rock ed echi di disco music. Per i testi ci sono Luigi Albertelli, Alberto Salerno e Cristiano Malgioglio, che firma i brani più maliziosi dell'album. Sergio Bardotti firma il pezzo più noto ("Vorrei darti") e traduce "Terra" di Caetano Veloso (unica canzone brasiliana del disco). 
L'album raggiunge il 9º posto nella classifica di vendite. 
Alcuni brani di questo lavoro vengono presentati dal vivo nel corso della trasmissione televisiva "Due come noi", andata in onda nel 1979, di cui Ornella è anche co-conduttrice. Il disco esce anche in Giappone con la stessa grafica di copertina e successione dei brani, nel 1979.
Anche per questo album vengono stampate poche copie su supporto CD dalla Fonit Cetra in un'unica edizione nel 1989.

## Tracce
1. Vorrei darti - 3:34 - (Sergio Bardotti - Arturo Belloni)
2. Una domenica - 2:24 - (Luigi Albertelli - Pino Massara)
3. Wagon lit - 4:05 - (Cristiano Malgioglio - Corrado Castellari)
4. Mentre vivo senza te - 4:07 - (Alberto Salerno - Sergio Bardotti - Mauro Culotta)
5. Volo via - 4:27 - (Paola Blandi - Beppe Cantarelli)
6. Un vizio facile - 4:27 - (Sergio Bardotti - Pippo Caruso)
7. Amore+amare=ti amo - 4:14 - (Cristiano Malgioglio - Corrado Castellari)
8. Terra - 4:28 - (Sergio Bardotti - Caetano Veloso)
9. Ma chissà - 4:37 - (Lorenzo Raggi - Bruno Pallini)
10. Ieri è passato - 2:59 - (Giovanni Ullu)

## Formazione
- Ornella Vanoni – voce
- Gianfranco Lombardi - arrangiamenti, direzione d'orchestra
- Oliviero Pluviano – tastiera, flauto
- Mauro Culotta – chitarra
- Lucio Fois – batteria
- Gilberto Martellieri – tastiera
- Beppe Quirici – basso
- I ragazzi di Ornella – cori